# Economia da República Turca de Chipre do Norte
A economia da República Turca de Chipre do Norte é dominada pelo setor de serviços (69% do PIB em 2007), que inclui o setor público, comércio, turismo e educação. O setor secundário, principalmente a indústria de fabricação de luz, contribui com 22% do PIB, enquanto o setor primário (agricultura) responde por 9% do Produto interno bruto da região. A economia opera em regime de mercado livre, com uma parcela significativa dos custos de administração financiados pela Turquia. A República Turca de Chipre do Norte usa a lira turca como moeda, o que liga a sua situação econômica para a economia turca.
A partir de 2014, o PIB per capita do Chipre do Norte foi de US$ 15.109, enquanto o PIB foi de US$ 4,039 bilhões. A economia cresceu 4,9% em 2014 e 2,8% em 2013, o que significa que o Chipre do Norte está crescendo mais rápido do que a República do Chipre. O Chipre do Norte tem visto um bom crescimento econômico e redução do desemprego em toda a década de 2010; e a taxa de desemprego em 2015 foi de 7,4%, uma diminuição em relação ao ano anterior, que foi de 8,3%. A taxa de inflação em junho de 2015 estava em 3,18%.

## Embargo, a dívida e o papel da Turquia
Devido ao seu estatuto internacional e ao embargo econômico ao país, a República Turca do Chipre do Norte é fortemente dependente de militares turcos e apoio econômico vindo da Turquia. Todas as exportações e importações do país acontecem através da Turquia, a menos que sejam produzidos localmente, a partir de materiais de origem na área (ou importados através de uma das saídas reconhecidas da ilha), quando eles podem ser exportados através de uma das portas legais.
A relação tensa com o Chipre continua a afetar adversamente o desenvolvimento econômico da República Turca do Chipre do Norte. O Chipre, reconhecido por todos os países do mundo (exceto a Turquia) como governo legítimo da ilha, declarou que aeroportos e portos na área não estão sob seu controle efetivo, devendo ser fechados. Todos os países membros da ONU e da União Europeia respeitam o fechamento dos portos e aeroportos, de acordo com a declaração do Chipre. A comunidade turca afirma que o Chipre tem usado a sua posição internacional para prejudicar as relações econômicas entre o Chipre do Norte e o resto do mundo.
Há três anos de longos programas de cooperação financeira e económica entre a Turquia e Chipre do Norte. Em 2013, a Turquia transferiu 430 milhões de liras turcas para o orçamento cipriota turco, compreendendo 5,7% do PIB, e um sétimo do Orçamento do Estado. A ajuda da Turquia diminuiu para 7,1% do orçamento em 2004. Além disso, em 2013, ocorreu um déficit orçamental no valor de 7,2% do PIB, e um crédito no valor de 6,6% do PIB foi obtido a partir da Turquia. Entre 2004 e 2013, o Chipre do Norte constantemente tinha um déficit orçamentário, atingindo um máximo de 14,0% do PIB em 2009. Isto levou endividamento constante da Turquia, atingindo um máximo de 12,2% do PIB em 2009. Em dezembro de 2014, o Norte Chipre tinha uma dívida total de 23 milhões de liras turcas, 7,5 milhões de liras sendo dívida externa para a Turquia. Este valor correspondeu a 1,5 vezes o PIB.

## Desenvolvimento
Embora a economia de Chipre do Norte tenha se desenvolvido nos últimos anos, ainda é dependente de transferências monetárias do governo turco. Sob um contrato de julho de 2006, Ancara fornecer ao Chipre do Norte uma ajuda econômica no valor de US$ 1,3 bilhão ao longo de três anos (2006-2008). Esta é uma continuação da política em curso em que governo turco afeta cerca de $ 400.000.000 anualmente do seu orçamento para ajudar a elevar os padrões de vida dos cipriotas turcos.

## Turismo
O setor do turismo de Chipre do Norte tem visto níveis elevados de crescimento constante. 1,23 milhão de turistas visitaram o Chipre do Norte em 2013, 920.000 deles sendo da Turquia. O número de turistas dobrou desde 2006, que viu 570.000 turistas. A receita do turismo estava em US$ 616 milhões, acima dos US$ 390 milhões em 2009 e US$ 288 milhões em 2004.
O número de leitos turísticos aumentou para 17.000 em 2011.

## Exportações e importações
Em 2014, as exportações de Chipre do Norte estavam em US$ 130 milhões, com um aumento de 11,9% a partir de 2013, e as importações ficaram em US$ 1,51 bilhão, com um aumento de 3,6% em relação a 2013. O principal parceiro comercial é a Turquia que, a partir de 2014, era o país remetente de 64,7% das importações dos cipriotas turcos e recebia 58,5% das exportações do país. Países do Oriente Médio são o destino de 30,3% das exportações cipriotas turcos e sua participação nas exportações de Chipre do Norte aumentou consideravelmente, sendo de 17,8% em 2006. A participação das exportações para a União Europeia diminuiu drasticamente de 15,0% em 2006 para 6,2% em 2014, enquanto as importações provenientes dos estados membros da União Europeia foram 15,5% de todas as importações.
O setor agrícola é a fonte da grande maioria das mercadorias exportadas. Em 2013, 32,4% dos produtos exportados foram produtos agrícolas brutos e 50,8% foram produtos agrícolas transformados. 8,7% das exportações foram de minerais, vestuário foi de 3,0% e 5,1% de outros produtos industriais. Laranjas e limões constituíram 19,1% do total das exportações. Os produtos exportados mais importantes são os produtos lácteos, frutas cítricas, sucata, concentrado de frutas cítricas, frango e batatas.